# Sęp (gmina Fałków)
Sęp – wieś w Polsce, w województwie świętokrzyskim, w powiecie koneckim, w gminie Fałków.
Do 31 grudnia 2023 miejscowość była przysiółkiem wsi Starzechowice.